# Iodatometria
La iodatometria è un tipo di ossidimetria che usa lo iodato come reagente principale.
Ne esistono di due tipi: iodato come titolante diretto (metodo di Andrews-Jamieson) e iodato come sorgente di iodio (I2).

## Iodato come titolante diretto
La titolazione deve essere condotta in ambiente di HCl (3-6 M), lo iodato in queste condizioni si riduce a monocloruro di iodio, subito complessato dall'eccesso di cloruro:
HIO3 + 5H+ + 2Cl− + 4e− → ICl2− + 3H2O
La riduzione è graduale: inizialmente si forma lo ioduro, poi lo iodio e infine il monocloruro, finché è presente ioduro il monocloruro non si forma. Quindi il punto finale della titolazione si può individuare con la scomparsa dello iodio. Come indicatore non può essere utilizzata la salda d'amido per via dell'eccessiva acidità, occorre quindi aggiungere un solvente non miscibile con l'acqua che estrae lo iodio; il punto di viraggio si ha quando il solvente perde la colorazione viola. ICl ha un colore giallo pallido.
Riuscire ad individuare il viraggio con l'uso del solvente in una soluzione in agitazione non è molto facile, per questo è stato introdotto l'uso di indicatori redox.
La tecnica può essere utilizzata per titolare: As(III), Sb(III), Hg(I), Cu (precipitato come tiocianato), Tl(I), Sn(II), VO43− e idrazina.

## Generazionein situdi iodio
In ambiente debolmente acido lo iodato si riduce a iodio, per utilizzare questa tecnica in ambiente acquoso si aggiunge un eccesso di ioduro per formare il triioduro:
IO3− + 8I− + 6H+ → 3I3− + 3H2O
Essendo lo iodato di potassio uno standard primario, questa tecnica può essere utilizzata per standardizzare soluzioni di tiosolfato.